# Henry C. Goodwin
Henry Charles Goodwin (* 25. Juni 1824 in De Ruyter, New York; † 12. November 1860 in Hamilton, New York) war ein US-amerikanischer Jurist und Politiker. In den Jahren 1854 und 1855 sowie zwischen 1857 und 1859 vertrat er den Bundesstaat New York im US-Repräsentantenhaus.

## Werdegang
Nach Abschluss seines Jurastudiums wurde Goodwin 1846 als Anwalt zugelassen und begann in Hamilton zu praktizieren. Zwischen 1847 und 1850 war er Bezirksstaatsanwalt im Madison County.
Politisch gehörte er zu jener Zeit der Whig Party an. Er wurde in einer Nachwahl im 22. Wahlbezirk von New York in den 33. Kongress gewählt, um dort die Vakanz zu füllen, die durch den Rücktritt von Gerrit Smith entstanden war. Seinen Sitz im US-Repräsentantenhaus nahm er am 7. November 1854 ein, schied allerdings nach dem 3. März 1855 aus dem Kongress aus. In der Folgezeit trat er der Republikanischen Partei bei. Bei den Kongresswahlen des Jahres 1856 für den 35. Kongress wurde er im 22. Wahlbezirk von New York in das US-Repräsentantenhaus in Washington, D.C. gewählt, wo er am 4. März 1857 die Nachfolge von Andrew Z. McCarty antrat. Er schied nach dem 3. März 1859 aus dem Kongress aus und nahm seine Tätigkeit als Jurist wieder auf.
Goodwin wurde auf dem Madison Street Cemetery beigesetzt.